# Talaq
Talaq är mannens rätt till skilsmässa inom islamisk rätt och betyder frigivning. Det enda som egentligen krävs är att mannen säger: jag skiljer mig. Enligt haditherna så anses talaq vara det värsta som Gud har möjliggjort muslimerna, men eftersom talaq även står omnämnt i Koranen så går det inte att upphäva. Det är alltså inte förbjudet (haram) att skilja sig, men det är klandervärt (makruh) och det ger "bonuspoäng" hos Gud om man låter bli.
En talaqskilsmässa ses inte heller på med blida ögon från juridisk synpunkt. Men trots detta ses talaq som en bindande form av skilsmässa då den har religiös status. Alltså är talaq bindande även om den inte godkänns av något rättssystem. Istället för att förbjuda talaq har man försökt att gör det svårare att skiljas på detta vis. Därför finns det olika former av talaq.
Talaq är ett ensidigt förskjutande från mannens sida, en skilsmässa som inte kräver hustruns medgivande och som godkänns utan hennes vetskap. Talaq kan vara raji, som är en upphävbar skilsmässa eller ba'in, en skilsmässa som är oåterkallelig. Ett muslimskt äktenskap ses som ett kontrakt mellan parterna och är oupplösligt fram tills döden eller om någon av parterna väljer att avsluta det.

## Betänketid under tre menscykler
När det gäller den upphävbara skilsmässan raji har mannen en betänketid som varar under tre menscykler. Första gången som mannen yttrar sin önskan till talaq får han inte dela säng med sin hustru men han har fortfarande ekonomiskt ansvar och är bunden till att underhålla henne och hon har rätt att bo kvar i huset. För att skilsmässan ska kunna upphävas måste mannen välja att ta tillbaka sin hustru inom de tre menscykler, idda-perioden, som följer hans första förskjutning av henne, om så är fallet kan paret gifta om sig.
Vid en andra förskjutning kan mannen skilja sig tillfälligt, men som ovannämnda välja att ta tillbaka henne utan att gifta om sig. 
Vid den tredje och slutgiltiga förskjutningen finns ingen återvändo och ingen möjlighet att ta tillbaka sin hustru. Kvinnan kan dock om hon önskar välja att upphäva separationen genom att gifta om sig med en annan man och fullborda det äktenskapet för att sen skilja sig eller bli änka och gifta sig med honom igen.

## Talaq thalatha
Trippel-skilsmässa talaq thalatha är när mannen inte vill invänta den väntetid som är föreskriven eller kunna upphäva separationen, utan vill skiljas direkt. Då kan han genom att upprepa: jag skiljer mig, tre gånger, göra separationen absolut/omedelbar och oåterkallelig. Men trots talaq thalatha så kvarstår väntetiden från den första talaq och kvinnan är på så vis bunden till mannen.
För att ha någon form av kontroll över talaq så måste mannen ge skäl till sin önskan av förskjutning och om skälet anses orimligt kan han bli tvungen kompensera sin fru. En skilsmässa som inte är registrerad i rätten ses inte som laglig men trots allt är den fortfarande giltig.